# Huonia rheophila
Huonia rheophila is een libellensoort uit de familie van de korenbouten (Libellulidae), onderorde echte libellen (Anisoptera).
De wetenschappelijke naam Huonia rheophila is voor het eerst geldig gepubliceerd in 1935 door Lieftinck.